# 葉博文
葉博文（1947年9月25日—2019年4月1日），台灣社會運動者、實業家，曾任核四公投促進會執行長、人民作主運動總指揮、臺北二二八紀念館創館館長、台北建成扶輪社 （页面存档备份，存于）創社社長。曾參與建國黨、台灣和平基金會之籌組，及台灣人權促進會、鄭南榕基金會之經營。。
葉博文出身自白手起家的經商家庭，葉父曾於台南市自營富源銀樓、之後舉家北遷至台北市開設榮記銀樓；葉廷珪為其遠親。小名「富源」的葉博文，自幼熟捻珠寶生意，亦對公共事務有著熱衷。畢業自長榮中學後就讀台北海洋科技大學。1973年退伍後亦經營珠寶生意，盤下瑞記銀樓，後因歷經中美斷交、美麗島事件、林宅血案等台灣重大歷史事件，在關心台灣社會下投入社會運動，與慈林教育基金會創辦人林義雄為摯交，1990年代始與李筱峰、李敏勇、張炎憲等文人來往，協助籌組台灣四七社，效法德國四七社，以組織台灣文史的重建；關注台灣主權、非核家園、台灣文史資料的修復研究，葉博文一生堅持「非武力抗爭」的社會運動路線，1995年曾破壞玉山于右任銅像，礙於當時政治氛圍不敢出面自首、擔任人民作主運動總指揮、台灣人權促進會財務長、台北建成扶輪社創社社長，並設立「建成台文獎學金」支持台灣歷史文化之研究，提攜台灣社會運動及文史工作之後進，支助共生音樂節、史明研究書籍出版。臺北二二八紀念館館長任內典藏重要二二八事件史料文獻，包括《被出賣的台灣》等。編著有《荒野孤燈》（臺北市：史明教育基金會，2001）、《人權海報手曆》（與李敏勇合編；臺北市：台灣人權促進會，1995）、以及口述曾任臺北二二八紀念館館長期間之歷史《龍應台‧馬英九‧二二八》（許偉泰執筆；臺北：前衛出版社，2001）等。1995年曾與林長安等人破壞玉山頂的于右任銅像。此外，葉博文為鼻煙壺收藏家，曾多次無償出借個人清代玉雕藏品為國立歷史博物館館內及海外展示。